# Blarinomys
Genre
Blarinomys est un genre de mammifères de l'ordre des rongeurs.

## Liste d'espèces
Selon Mammal Species of the World (version 3, 2005)  (16 mars 2011), NCBI (16 mars 2011) et ITIS (16 mars 2011) :
- Blarinomys breviceps (Winge, 1887)